# Gerhardscher Gartenpavillon

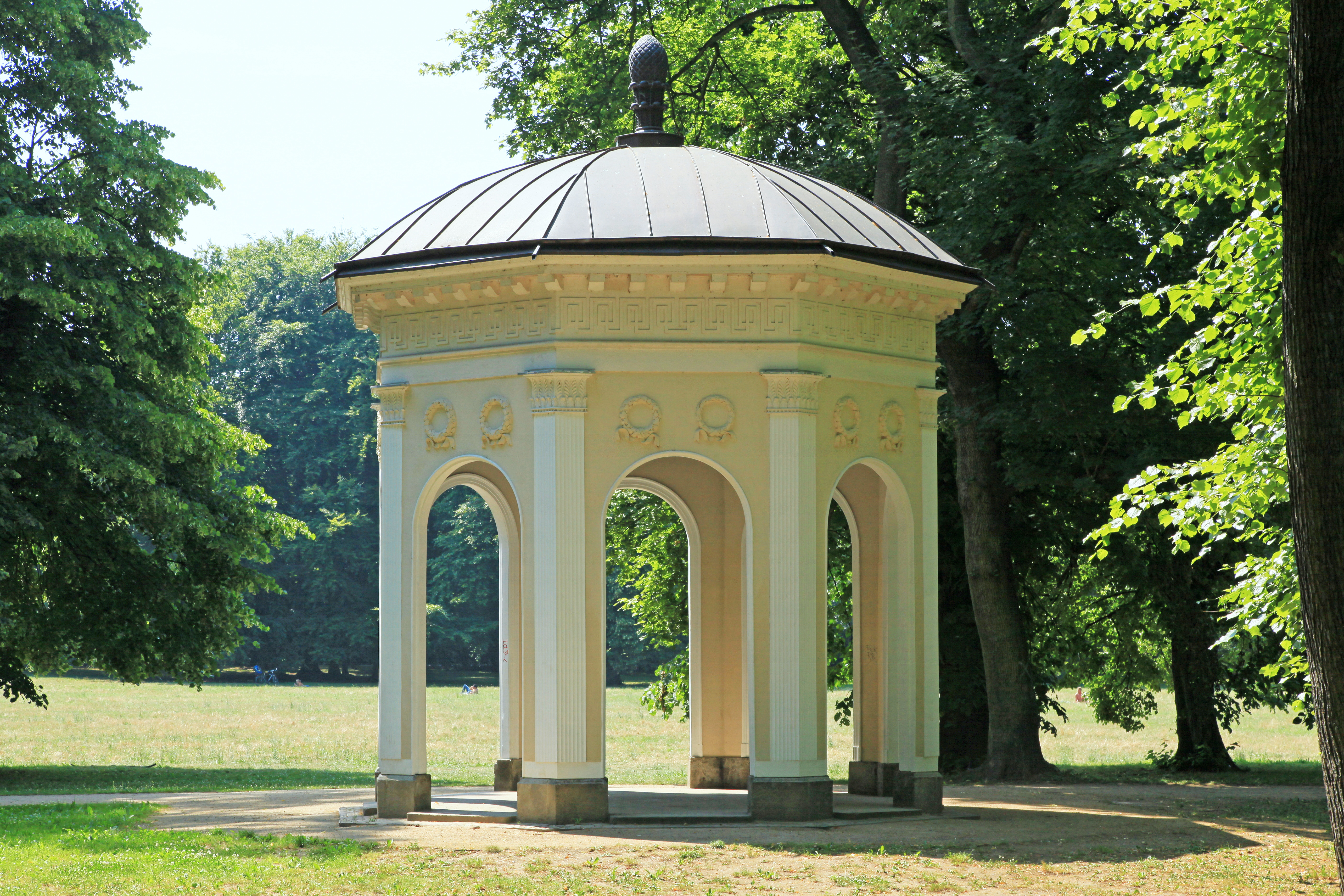
Gerhards Gartenpavillon (2015)

Der Gerhardsche Gartenpavillon ist ein historisches Bauwerk im Leipziger Clara-Zetkin-Park. Er steht unter Denkmalschutz.

## Lage und Gestalt
Der Pavillon steht im westlichen zu Schleußig gehörenden Teil des Clara-Zetkin-Parks zwischen dem Klingerweg und dem Elsterflutbett, etwa 200 Meter südlich der Klingerbrücke.
Der tempelartige klassizistische Holzpavillon besitzt einen achteckigen Grundriss. Die Ecksäulen tragen leicht kannelierte Pilaster. Über den offenen Rundbögen sind Blattkränze angebracht. Über einem kräftigen Mäanderfries bildet ein Gesims mit kleinteiligem Zahnschnitt den Übergang zum kupfergedeckten Dach, dessen Spitze von einem Pinienzapfen geziert wird.

## Geschichte

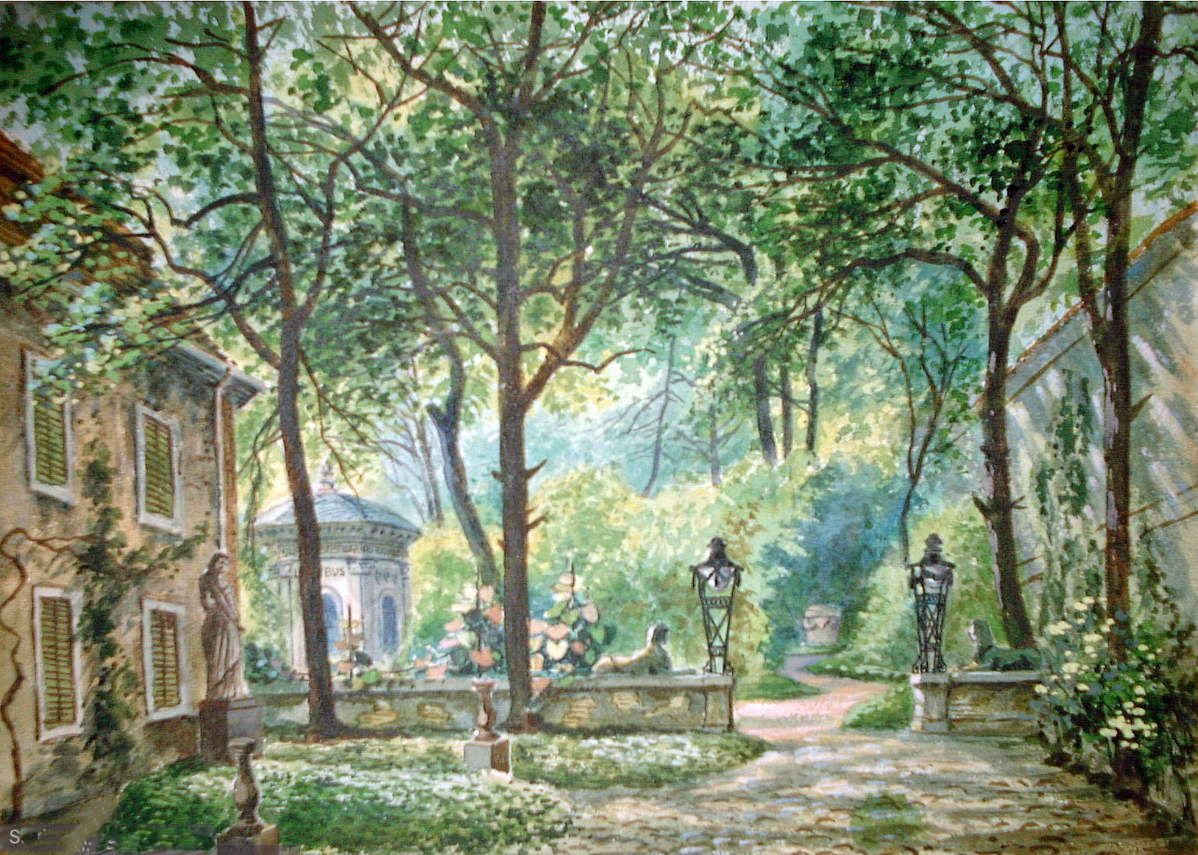
Wohnhaus und Pavillon in Gerhards Garten (Aquarell, um 1850)
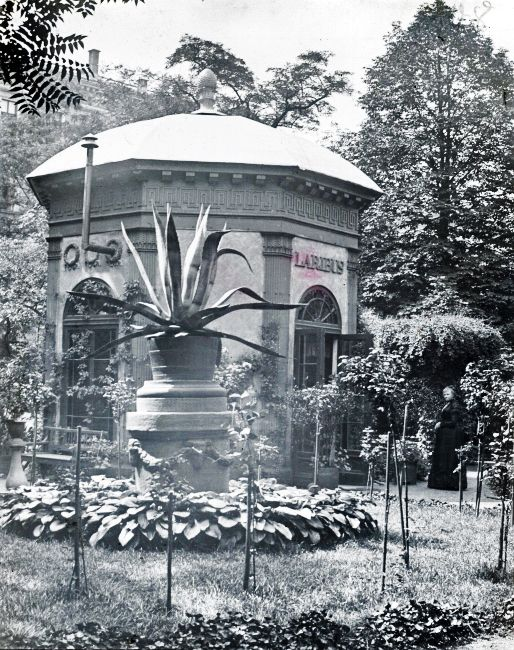
Gerhards Pavillon 1899
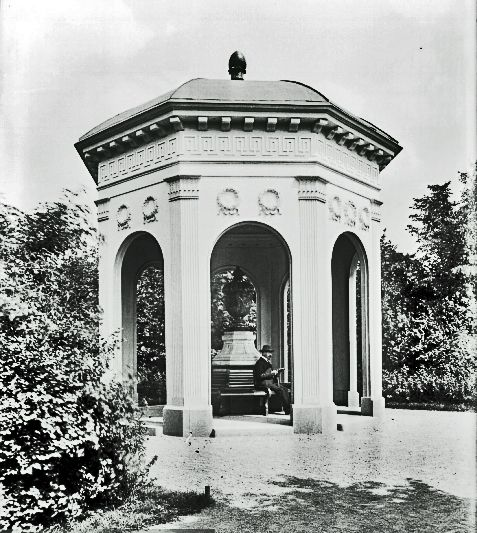
Der Pavillon im König-Albert-Park (nach 1908)

Im Jahr 1827 erwarb der Leipziger Kaufmann und Dichter Wilhelm Gerhard (1780–1858) einen westlich der Stadt gelegenen Garten. Dieser war 1740 vom Handelsherrn Johann Zacharias Richter (1696–1764) angelegt und nach seiner Verwüstung während der Völkerschlacht durch den Bankier Christian Wilhelm Reichenbach (1778–1858) wiederhergestellt worden. Gerhard errichtete neue Baulichkeiten, darunter einen Pavillon, der mit LARIBUS (den Hausgöttern) beschriftet war und in welchem er sowie in seinem Wohnhaus bekannte Personen der Künstlerszene empfing. Der Pavillon war geschlossen und beheizbar.
Nach Gerhards Tod parzellierten ab 1863 seine Erben das Gelände. Entlang der Mittelachse des Gartens entstand die Lessingstraße, die in den 1860er Jahren bebaut wurde. Das Gerhardsche Wohnhaus und der Pavillon blieben als Lessingstraße 4 erhalten. Als der Abriss drohte, setzte sich Stadtbaurat Otto Wilhelm Scharenberg (1851–1920) für eine Umsetzung des Pavillons in den König-Albert-Park (seit 1955 Clara-Zetkin-Park) ein, die 1908 erfolgte, allerdings mit geöffneten Bögen und einer Sitzgelegenheit in der Mitte.
2011 wurde der Pavillon unter finanzieller Beteiligung des Freistaats Sachsen und der Deutschen Stiftung Denkmalschutz umfassend saniert.